# Sauquillo de Alcázar
Sauquillo de Alcázar es una localidad de la provincia de Soria, partido judicial de Soria,  Comunidad Autónoma de Castilla y León, España. Pueblo de la Comarca de Campo de Gómara que pertenece al municipio de Torrubia de Soria

## Historia
El censo de Pecheros de 1528, en el que no se contaban eclesiásticos, hidalgos y nobles, registraba la existencia 24 pecheros, es decir unidades familiares que pagaban impuestos. En el documento original aparece como Savquillo de Alcaçar.
A la caída del Antiguo Régimen la localidad se constituye en municipio constitucional, entonces conocido como Sauquillo de Alcázar en la región de Castilla la Vieja, partido de Soria que en el censo de 1842 contaba con 41 hogares y 160 vecinos.
A finales del siglo XX desaparece el municipio porque se integra en Torrubia de Soria.

## Geografía humana

### Demografía
| Gráfica de evolución demográfica de Sauquillo de Alcázar entre 1842 y 1970 |
| |
| Población de derecho según los censos de población del INE Población de hecho según los censos de población del INEEntre el censo de 1981 y el anterior, este municipio desaparece porque se integra en el municipio 42187 (Torrubia de Soria) |

En el año 2000 contaba con 12 habitantes, concentrados en el núcleo principal pasando a 10 en 2014.

## Lugares de interés
- Iglesia de San Andrés.
- Ruinas del castillo, restos de una fortificación de la que solo se conservan las ruinas de un par de lienzos en mampostería en la cara que da al caserío, junto a la iglesia.

## Fiestas
- San Andrés, el 30 de noviembre.
- Cruz de Mayo, 3 de mayo.